# Filomeno Mata (municipalité)
La  municipalité de Filomeno Mata est l'une des 212 municipalités de l'État de Veracruz, et est située dans la partie nord de cet État. Située à l'ouest du golfe du Mexique, elle appartient au bassin versant du fleuve Río Tecolutla, dans un secteur vallonné de la Sierra de Papantla, à l'est du massif de la Sierra Madre orientale. Elle est limitrophe au sud et à l'ouest de l'État de Puebla. Son chef-lieu est la ville éponyme de Filomeno Mata. Elle dépend de la région administrative de Totonaca, du nom du peuple des Totonaques qui y habite, et est une des 10 subdivisions administratives de l'État de Veracruz.

## Géographie
La municipalité de Filomeno Mata prend appui au sud-est sur la rivière Río Ajajalpan, qui est un affluent de la rivière Río Necaxa, elle-même affluente du fleuve Río Tecolutla. L'Arco, affluent du Río Ajajalpan forme sa limite sur son flanc oriental, tandis qu'un autre petit cours d'eau, la Piedra Agujerada, affluent du Río Necaxa, la traverse dans sa partie nord. Assise en un secteur vallonné de la Sierra de Papantla, qui annonce le massif de la Sierra Madre orientale plus à l'ouest, son altitude oscille entre 194 et 800 mètres. Son chef-lieu, la ville éponyme de Filomeno Mata, se trouve dans la partie médiane de son territoire. Ce territoire couvre une superficie de 43,2 km2, et était peuplé en 2020 de 19 179 habitants, pour une densité de 443,5 habitants par km2.
Cette municipalité est limitrophe au nord de celle de Coahuitlán, à l'ouest et au sud, dans l'État de Puebla, de celles de Jopala et d'Olintla, et à l'est, à nouveau dans l'État de Veracruz, de celles de Mecatlán et de Coyutla.

## Composition et démographie
La municipalité était composée en 2020 de 10 localités, dont une seule était considérée comme urbaine, les autres étant rurales.
| Localité            | Population |
| ------------------- | ---------- |
| Filomeno Mata       | 15 417     |
| Cerro Grande        | 1506       |
| Francisco Villa     | 935        |
| El Crucero          | 661        |
| Los Vázquez         | 307        |
| Reste des localités | 353        |
| Total population    | 19 179     |

En plus de l'espagnol, plusieurs langues amérindiennes sont parlées dans la municipalité, dont les principales sont par ordre d'importance : le totonaque, les autres langues étant très marginales.

## Histoire
Durant la période hispanique, la principale agglomération se nomme Santo Domingo Meztitlán. Elle change de nom en 1932, pour devenir Filomeno Mata, du nom du professeur Filomeno Mata (es) (1845-1911).

## Économie

### Agriculture et élevage
La superficie des parcelles semées représentait en 2021 une surface totale de 1 292,3 hectares, parmi lesquels 728 hectares étaient voués à la culture du maïs, 559 hectares étaient voués à la culture du caféier, et 5,3 hectares étaient voués à celle du haricot.
En 2021, la production de viande par tonnes comprenait 43,7 tonnes de viande bovine, 28,2 tonnes de viande porcine, 1,8 tonne de viande ovine, 7,3 tonnes de volailles, et 0,9 tonne de dinde. La superficie vouée à l'élevage représentait alors 4 143 hectares.